# كهف توكينغ روكس
كهف توكينغ روكس (بالإنجليزية: Talking Rocks Cavern)‏؛ هو كهف يقع في مقاطعة ستون في الولايات المتحدة.

## السياحة
يعد «كهف توكينغ روكس» أحد مواقع الجذب السياحي في مقاطعة ستون في ولاية ميزوري الأمريكية.